# Sbor dobrovolných hasičů Bezděkov pod Třemšínem
Sbor dobrovolných hasičů Bezděkov pod Třemšínem (zkratka SH ČMS-SDH Bezděkov p. Tř.) je hasičský sbor sídlící v obci Bezděkov pod Třemšínem v okrese Příbram. Ke dni 31. prosince 2022 bylo u sboru registrováno celkem 84 členů. Z tohoto počtu bylo 28 žen a 56 mužů. Sbor je tak jedním z nejpočetnějších z okrsku č. 9, jehož je součástí. Sbor zastává funkci požární ochrany obce a také se výrazně podílí na realizaci kulturních i sportovních akcí pro veřejnost.

## Historie
K založení sboru dobrovolných hasičů v obci Bezděkov pod Třemšínem došlo později než v okolních obcích, kde hasičské sbory úspěšně fungovaly již několik let. Bezděkovským se nedařilo sbor v obci založit, protože vzniku bránila především neochota obecního úřadu tehdy spojené obce Piňovice–Bezděkov, jenž se nechtěl zaměstnávat s administrativní prací spojenou se zakládáním nového hasičského sboru. Ačkoli v Piňovicích sbor existoval již od roku 1889, návrhy bezděkovských ke zřízení sboru i v jejich obci byly vždy odmítány s odkazem na velké finanční náklady spojené s nákupem stříkačky a další potřebné hasičské výzbroje.
Změnu přinesl až velmi suchý rok 1911. Tento rok, vyznačující se velkým počtem požárů v blízkém okolí, přiměl obecní úřad ke změně postoje. Byla vydána vyhláška o zřízení Sboru dobrovolných hasičů v Bezděkově a od ústřední prodejny na Smíchově byla obcí zakoupena stříkačka. Vypracované stanovy byly zaslány ke schválení na c. k. místodržitelství Království českého v Praze, kde také byly dne 9. prosince toho roku schváleny. Ustanovující schůze konaná 14. ledna 1912 pak již jen oficiálně potvrdila založení sboru.
Veřejnosti se sbor představil při prvním veřejném cvičení dne 29. června 1912 za účasti 22 okolních sborů a 165 přátel hasičů. Zde jeho členové předvedli cvičení pořadová, pochodová, lezecká a stříkačnická. Na závěr bylo znázorněno taktické cvičení poplachem. Při této oslavě byla též posvěcena hasičská stříkačka. Další významnou událostí v historii sboru byla čest uspořádat jubilejní 30. sjezd hasičských sborů Podbrdské župy, jenž se v Bezděkově uskutečnil 12. června 1927 a na který se sjeli delegáti všech župních sborů.            
V té době měl již sbor za sebou mnoho zásahů v blízkém i vzdáleném okolí, při nichž si svou profesionalitou a nasazením vydobyl mnoho díků a pochval za zachráněný majetek a za zabránění rozsáhlým škodám. Zasahovali např. při rozsáhlém ničivém požáru v roce 1928 v nedalekém Věšíně, či při požáru kostela Povýšení svatého Kříže ve Starém Rožmitále v roce 1933. Výjezdové jednotka byla také v týdenním nasazení při likvidaci následků ničivých povodní v roce 2002, a to nejen ve své obci, ale též v Solenicích a Předmíři. Několik členů sboru se také přičinilo při pomoci v oblasti jižní Moravy postižené tornádem v roce 2021. Za aktivní pomoc při zvládání ukrajinské uprchlické krize na Krajské asistenčním centru pro pomoc Ukrajině (KACPU) v Příbrami v roce 2022, byl od Hasičského záchranný sboru Středočeského kraje udělen sboru Pamětní list.
Jako zázemí využívá sbor hasičskou zbrojnici, která byla svépomocí postavena u požární nádrže a slavnostně otevřena v roce 1991 v rámci oslav 80. výročí založení sboru.
Původní ruční stříkačka tažená koňmi byla nahrazena závěsnou motorovou stříkačkou. V 60. letech byl sbor vybaven přenosnou motorovou stříkačkou PS 12, na jejíž převoz bylo později zakoupeno a upraveno vozidlo GAZ. K významnému vylepšení techniky došlo v roce 1997, kdy byl obcí zakoupen plně vybavený požární automobil AVIA, který byl v roce 2021 nahrazen novým zásahovým Fordem Transit.

## Ocenění
- 2001 – Čestné uznání – od 9. okrsku SH ČMS
- 2002 – Čestné uznání – od Okresního sdružení hasičů Příbram za aktivní činnost při povodních
- 2006 – Medaile za zásluhy – od Okresního sdružení hasičů Příbram
- 2016 – Čestné uznání – od Krajského sdružení hasičů Středočeského kraje za aktivní práci pro SH ČMS
- 2021 – Medaile sv. Floriána – od Krajského sdružení hasičů Středočeského kraje a slavnostně předána při oslavách 110 let od založení sboru.[6]
- 2022 – Pamětní list – od HZS Středočeského kraje jako poděkování za pomoc při zvládání uprchlické krize

## Činnost

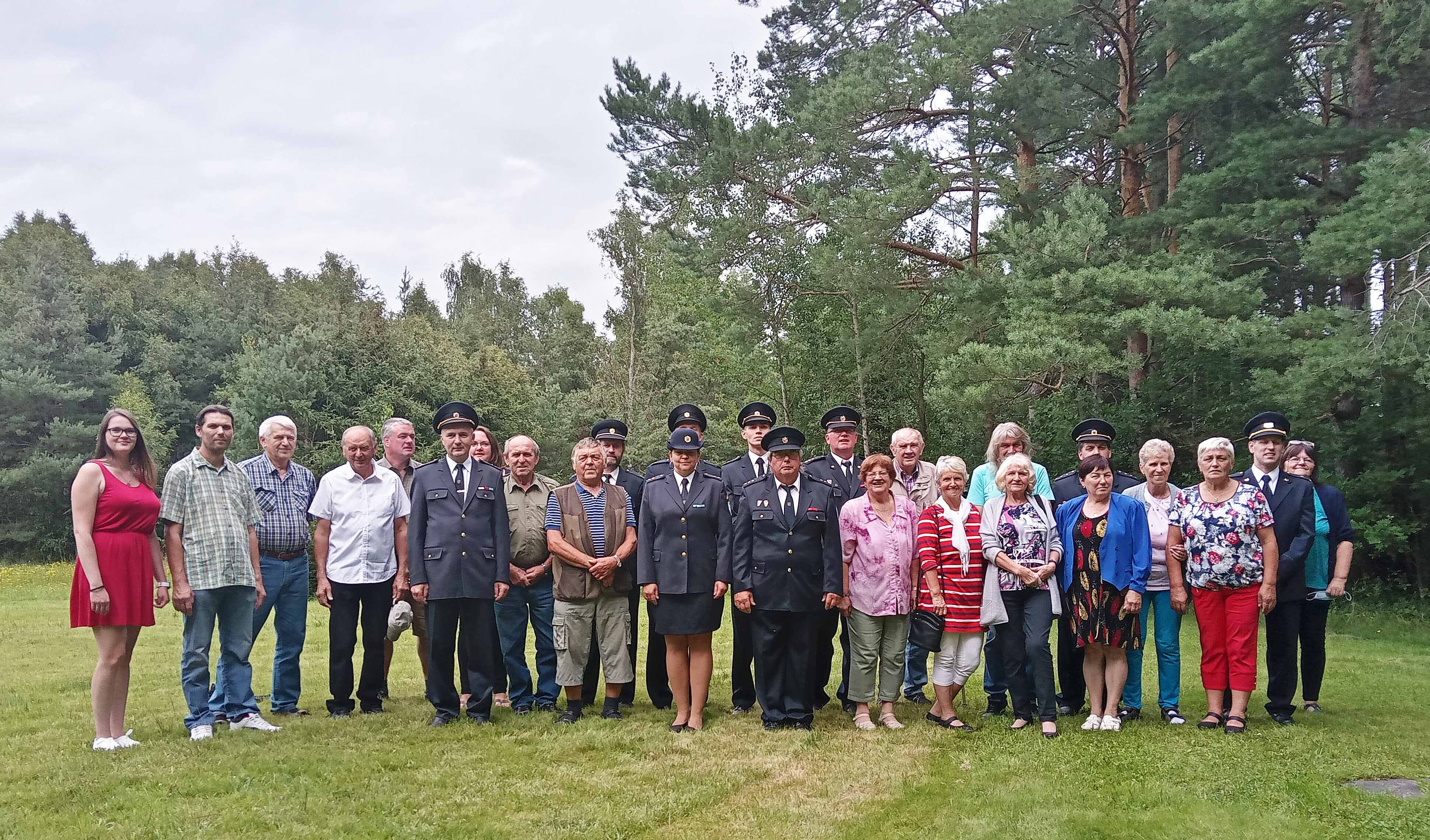
Členové SDH Bezděkov p. Tř., oslavy 110 let založení sboru (2021)

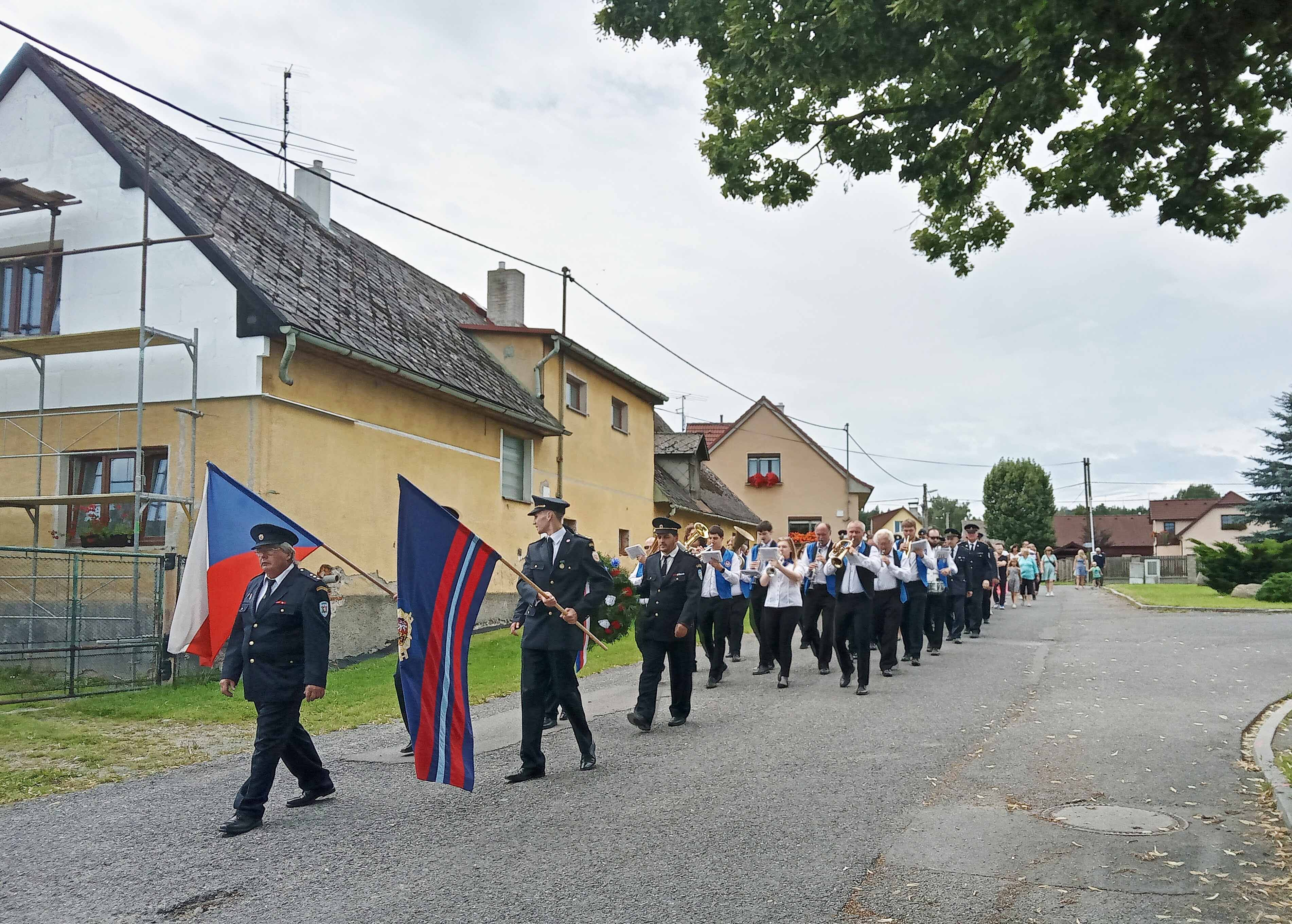
Oslavy 110 let založení SDH 7. srpna 2021

### Kultura
Nedílnou a důležitou součástí činnosti bezděkovských hasičů je aktivní podpora kulturního života v obci. Před rokem 1989 se jednalo např. o pořádání hasičských plesů, zahradních slavností, oslav dožínek nebo připomínek významných výroční. Od 90. let udržují hasiči tradici masopustních průvodů, pořádání dětských dnů, stavění Máje či společně s obcí pořádají slavnostní rozsvícení vánočního stromku. Při významných výročích sboru je též spolupořádán sjezd rodáků s bohatým kulturním programem.
Ke kulturní činnosti patří také pořádání soutěží v požárním sportu, což se od poválečné historie týkalo i zdejšího sboru. Sbor pořádal okrsková kola postupových soutěží, po založení Brdské ligy pak finálová kola této soutěže a ke konci své pořadatelské činnosti též jedno z kol Západočeské hasičské ligy. Prestižní událostí v republikovém měřítku byly jarní víkendové tréninkové kempy sportovních družstev hasičů, na které se sjížděla výborná družstva z celé České republiky. Tato akce svým pojetím a rozsahem překračovala rámec nejen Středočeského kraje, ale i celých Čech. Celkem bylo v letech 2007–2012 uspořádáno 6 kempů. Poslední soutěží pořádanou sborem bylo deváté kolo Brdské ligy v roce 2018. 

### Sport
Již na počátku 80. let se dalo dohromady družstvo žen, kterému se v roce 1982 podařilo zvítězit jak v okrskové, tak i okresní soutěži v požárním sportu a stát se přebornicemi okresu. V roce 1990 vzniklo družstvo mladých hasičů, které s malými přestávkami působilo u sboru až do roku 2013. V roce 2001 se dalo dohromady družstvo mužů složené převážně z bývalých členů dětského družstva a na základě jejich úspěchů pak v roce 2003 i družstvo žen. Nejprve se obě družstva věnovala postupovým soutěžím, poté se aktivně zapojila do nově vzniklé Brdské ligy v požárním útoku a s přibývajícími úspěchy se začala více věnovat disciplíně požární útok. Družstvo mužů zvítězilo v celkovém hodnocení Brdské ligy třikrát, družstvo žen jednou a třikrát pak obsadilo celkové 2. místo.
Družstvo mužů se po úspěšném působení v Brdské lize začalo více věnovat soutěžím na 3B hadice, především Západočeské hasičské lize, kterou ve své druhé kompletní sezóně v roce 2008 celkově vyhrálo, a přesunulo se pak do soutěže nejvyšší – Extraligy ČR v požárním útoku. Zde se muži v letech 2014–2016 stali třikrát po sobě absolutními vítězi. V roce 2016 družstvo zvítězilo též v soutěži O putovní pohár VŘSR, jenž byl v té době brán jako neoficiální mistrovství republiky v požárním útoku a ziskem této prestižní ceny korunovalo své úspěšné patnáctileté působení v požárním sportu.
Po roční pauze a drobné obměně v sestavě družstvo opět zvítězilo v Brdské lize v roce 2020 a o rok později získalo stříbro na Západočeské hasičské lize 2021. Po zapojení do Benešovské hasičské ligy zde bezděkovské družstvo získalo v roce 2022 nejprve celkové stříbro, které v roce 2023 nahradilo zlatem.

## Současnost
V současné době (2023) řídí činnost sboru sedmičlenný výbor volený členskou základnou. Výbor se snaží plnit úkoly zadávané sboru jak Obecním úřadem, tak i OSH ČMS Příbram. Z členů sboru je složena devítičlenná zásahová jednotka, která je zařazen do systému IZS jako JPO V. Určena je tak primárně pro zásahy na území obce, ale na výzvu operačního střediska IZS je připravená zasahovat i na území jiných obcí. Jednotka má k dispozici zásahové vozidlo Ford Transit s přívěsným vozíkem vybaveným motorovou stříkačkou PS 12 a dalším potřebným náčiním nutným pro různé druhy zásahů. Dále sbor vlastní automobil Fiat Ducato, určený převážně pro potřeby sportovního družstva, sportovní stříkačku PS 19, dále již historický, ale stále funkční stroj PS 8, malé čerpadlo a elektrocentrálu.

## Galerie

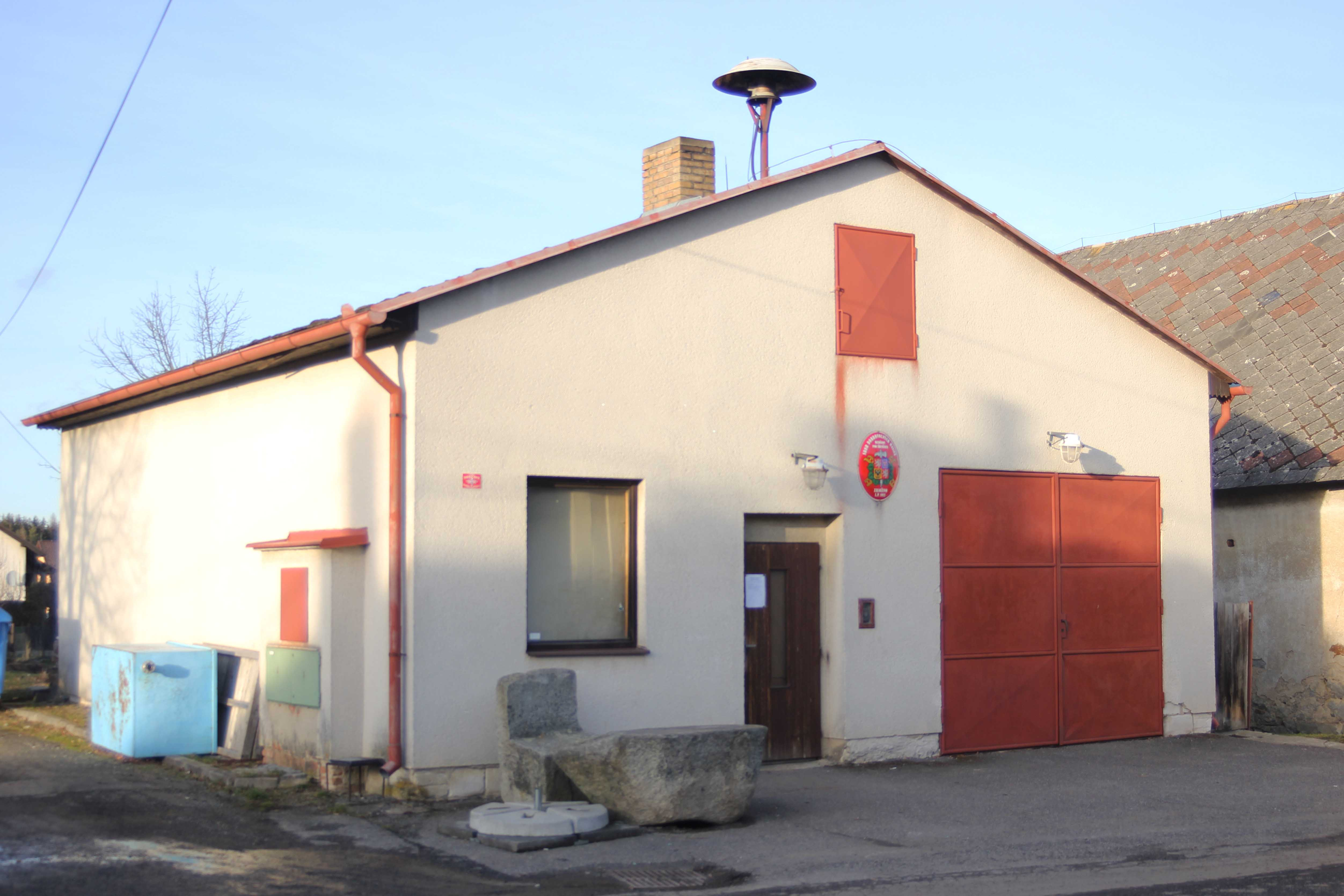
Hasičská zbrojnice v Bezděkově pod Třemšínem
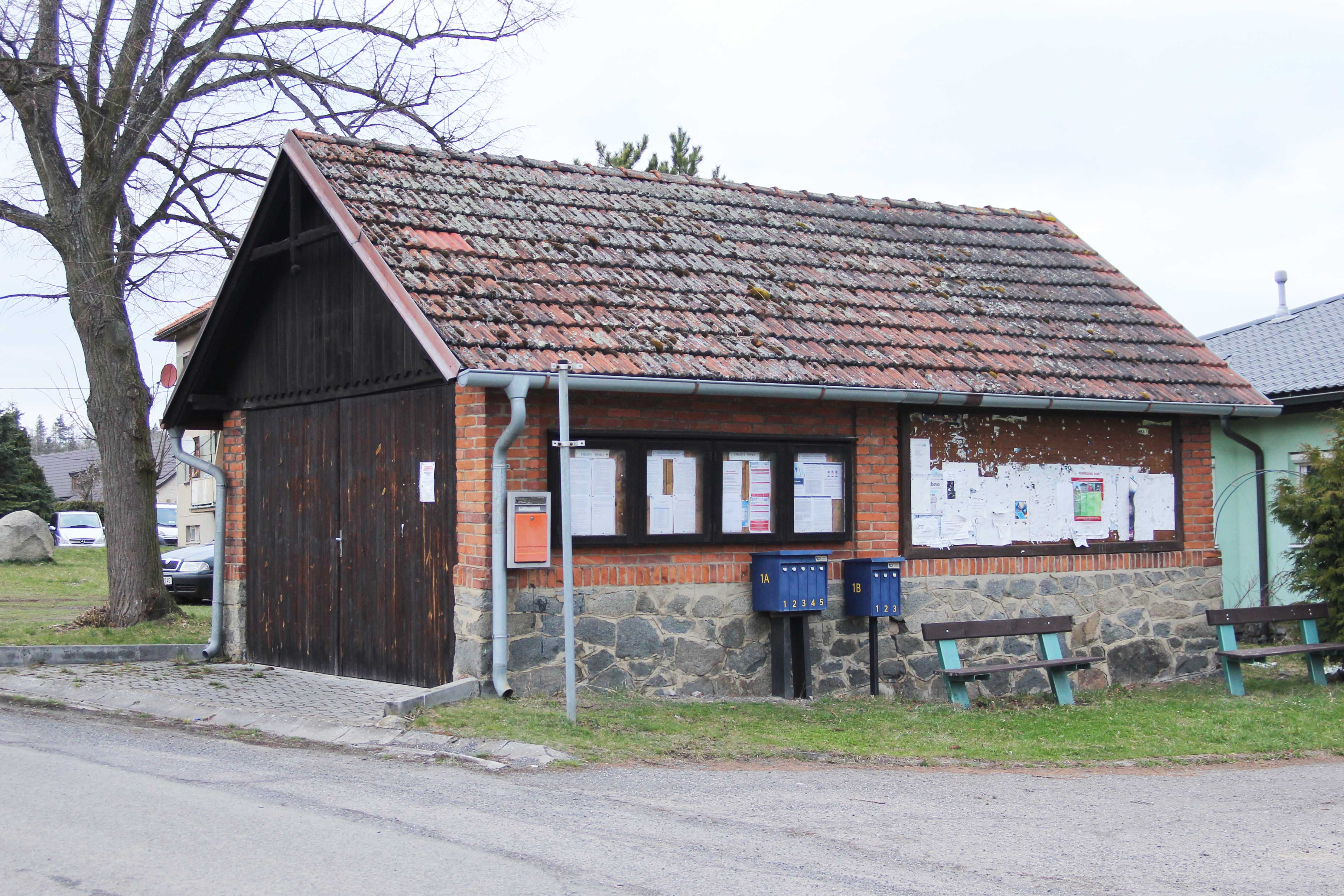
Stará hasičská zbrojnice
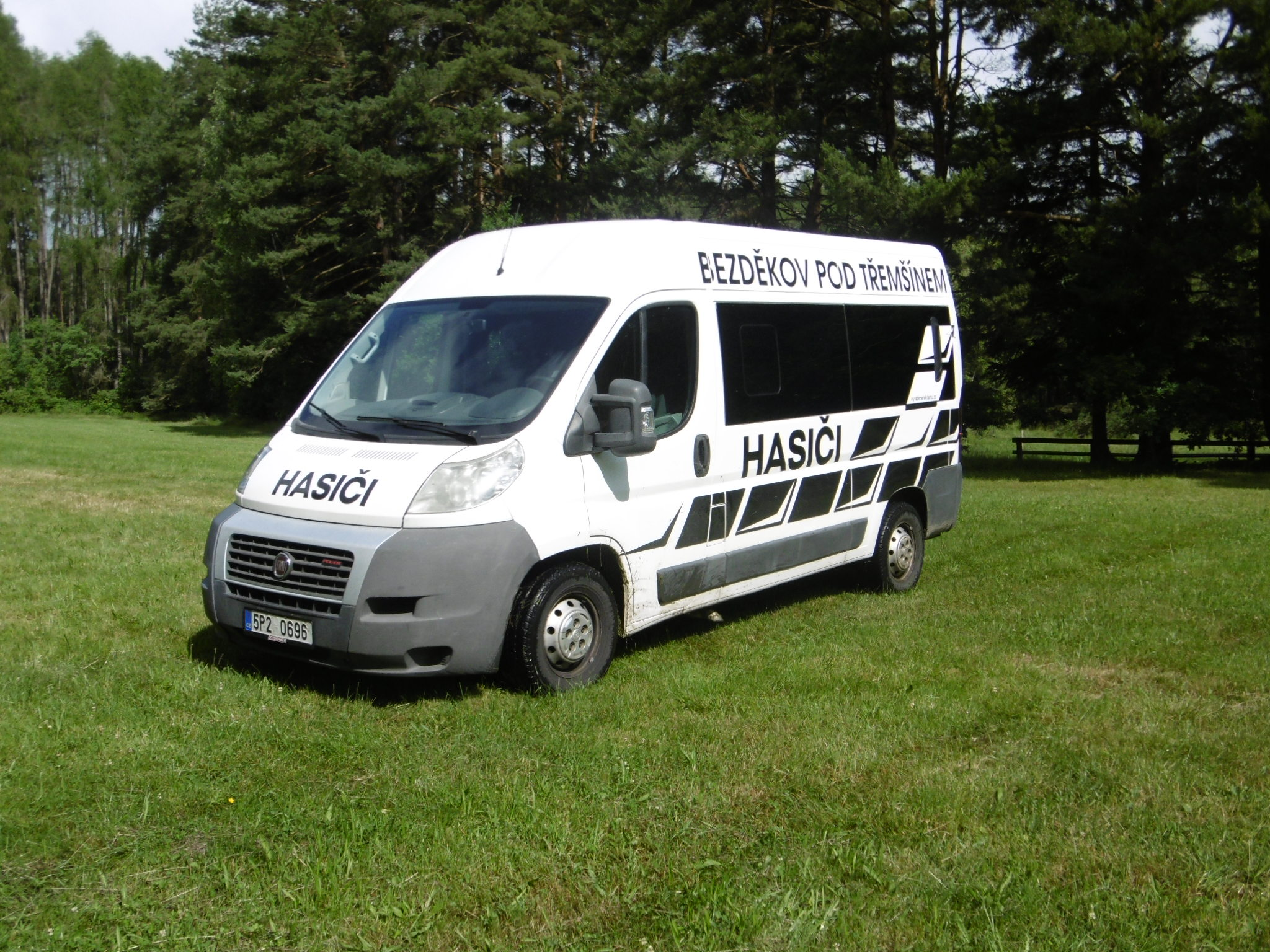
Fiat Ducato sportovního družstva SDH Bezděkov p. Tř.
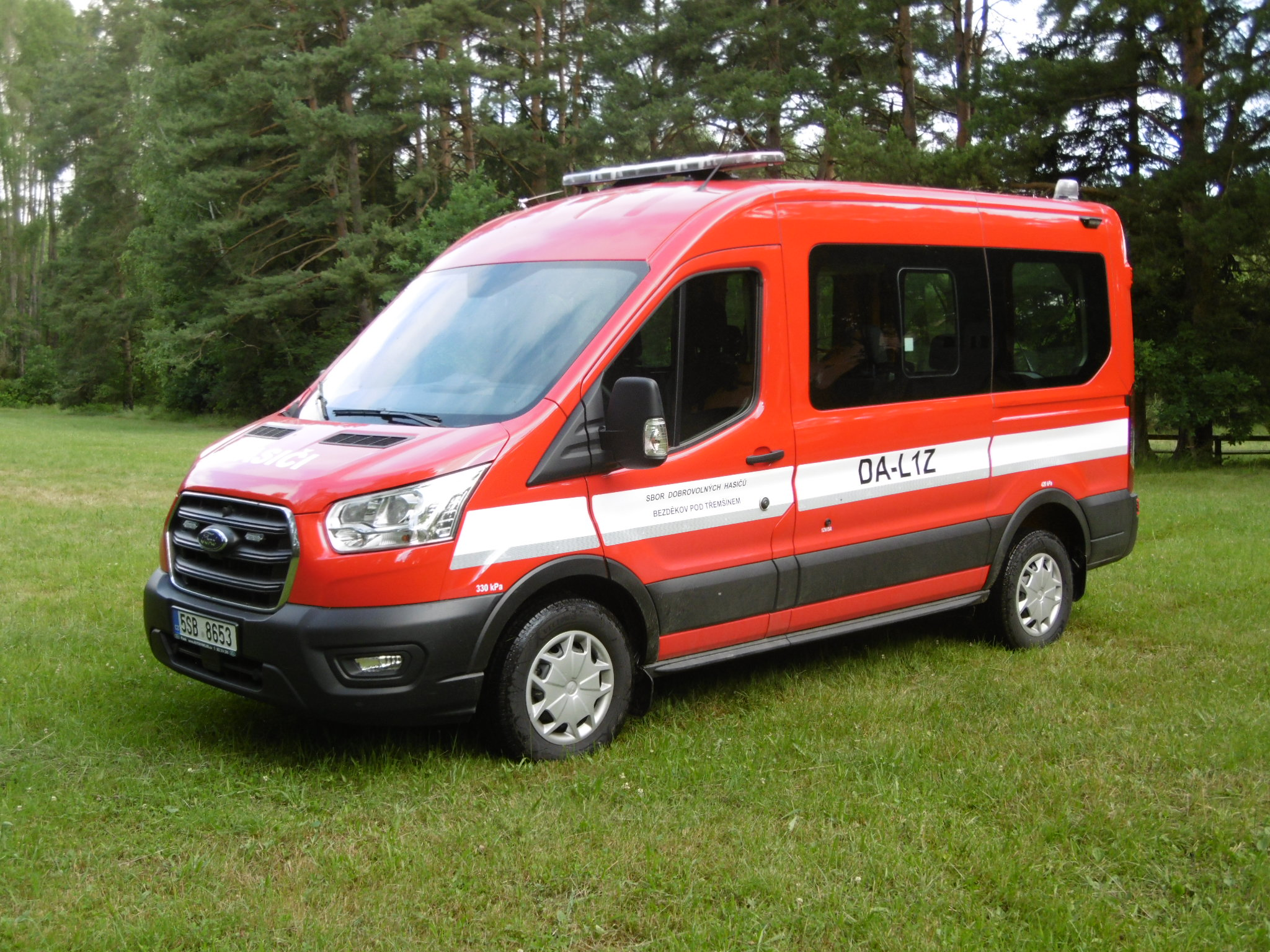
Zásahový Ford Transit SDH Bezděkov p. Tř.